# André Cools

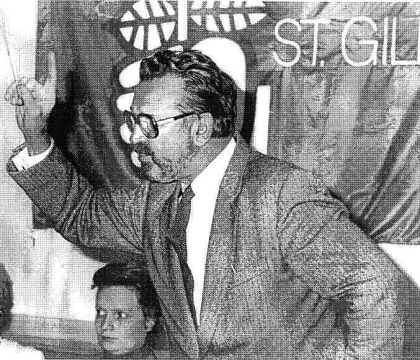
André Cools

André Cools (* 1. August 1927 in Flémalle; † 18. Juli 1991 in Lüttich) war ein belgischer sozialistischer Politiker, der ermordet wurde. Sein Spitzname war „Le maître de Flémalle“, übersetzt „Der Meister von Flémalle“, eine scherzhafte Anspielung auf den (hypothetischen) spätmittelalterlichen Maler Robert Campin.

## Leben
Cools entstammte der Lütticher sozialistischen Arbeiterbewegung und war außerdem stark von wallonisch-regionalistischen Strömungen beeinflusst worden.
Er war belgischer Haushaltsminister von 1968 bis 1971, Vize-Premierminister von 1969 bis 1972, Chef der Sozialistischen Partei (PS) von 1978 bis 1981, Präsident des wallonischen Regionalrates von 1982 bis 1985 und Regierungsminister in der Wallonischen Region von 1988 bis 1990. 1983 wurde ihm der Ehrentitel des Staatsministers verliehen.
Während die Polizei wegen des Mordes ermittelte, wurden viele Korruptionsskandale öffentlich, in die André Cools verwickelt war, wie die Agusta-Affäre. Die Skandale führten zwar zur Verurteilung namhafter belgischer Politiker der beiden sozialistischen Parteien, wie beispielsweise der ehemaligen Minister Willy Claes und Guy Spitaels, sie hingen jedoch nicht mit dem Mord an Cools zusammen.
1996 wurden zwei Tunesier gefasst, die Cools in Lüttich erschossen hatten. Sie waren von Angehörigen der sizilianischen Mafia angeheuert worden und wurden 1998 in Tunis zu 20 Jahren Haft verurteilt.
Die Ermittlungen gegen die Auftraggeber des Mordes nahmen weit mehr Zeit in Anspruch. Hauptverdächtiger war der ehemalige Minister und PS-Politiker Alain Van der Biest, der sich 2002 vor dem Anfang des Mordprozesses das Leben nahm. Im Januar 2004 wurden sechs Personen aus dem Umkreis Van der Biests wegen Beihilfe zum Mord verurteilt. Ob Van der Biest selbst tatsächlich der Auftraggeber war, ist bis heute umstritten.
Im April 2020 nahmen Ermittler einen 71-jährigen Tatverdächtigen in Süditalien fest, der mit dem Mord in Zusammenhang stehen soll. Ein Sprecher des belgischen Außenministeriums bestätigte Medienberichte, wonach die Festnahme in der Kleinstadt Veglie in der Provinz Lecce erfolgte. Belgien hatte einen europäischen Haftbefehl gegen den Mann erwirkt.